# A4 (estrada da Nigéria)
A rodovia A4 é uma estrada na Nigéria. É uma rota norte-sul, no leste do país. Ele vai do Calabar perto da costa através de Ikom, Katsina Ala, Wukari e Numan para se juntar à rodovia A3 perto de Maiduguri.